# Eunicea citrina
Eunicea citrina is een zachte koraalsoort uit de familie Plexauridae. De koraalsoort komt uit het geslacht Eunicea. Eunicea citrina werd in 1855 voor het eerst wetenschappelijk beschreven door Valenciennes. 